# 오에노 마사후사

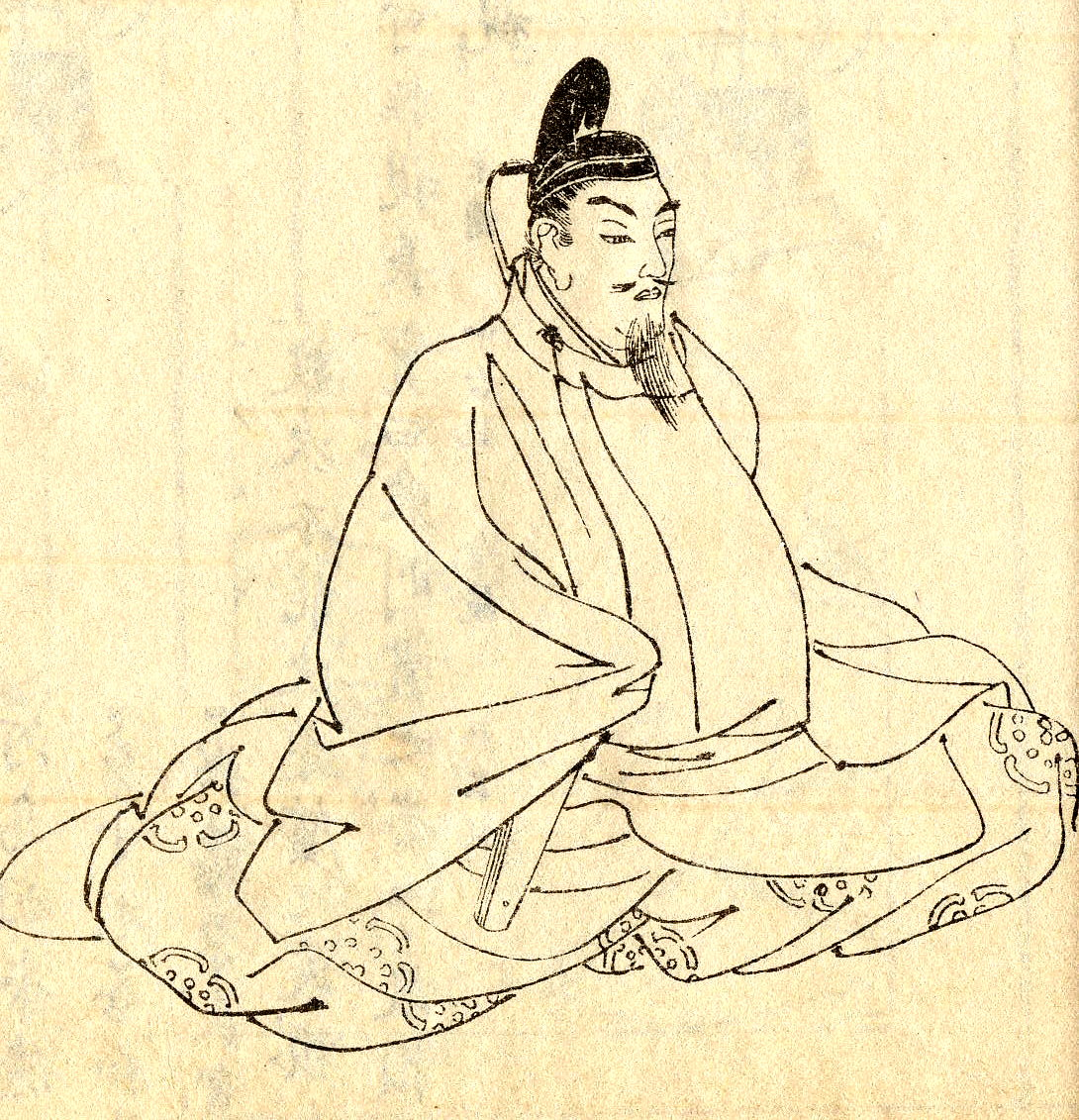
오에노 마사후사

오에노 마사후사(일본어: 大江匡房, 1041년 ~ 1111년)는 일본 헤이안 시대의 고관, 시인이다. 관위는 정2위(正二位) 대장경. 1056년부터 관직에 나아가 역대 천황 및 조정의 정치, 문화 활동에 중임을 맡아왔다.

## 경력
오에 씨(大江氏)는 예로부터 기전(紀伝)의 도(道)를 가학(家学)으로 하는 학자 집안으로 마사후사 자신도 어려서부터 문학에 재능을 보였다고 전한다. 자서전 《모년기》(暮年記)에서 마사후사는 「내 나이 네 살 때에 처음으로 글을 읽었고, 여덟 살 때에는 중국의 역사를 통달하였고, 11세 때에는 시를 지어서, 당시에 신동(神童)이라 불렸다.」고 적고 있다. 이른 시기인 덴기(天喜) 4년(1056년) 16세로 성시(省試)에 합격해 문장득업생(文章得業生)이 되고, 고헤이(康平) 원년(1058년) 대책(対策)에서 급제해 고헤이 3년(1060년)에는 지부소승(治部少丞)이 되고 이어 식부소승(式部少丞)으로 임명되었다. 관위는 종5위하였다.
그 뒤에는 승진이 멈추고 일시 은둔 생활을 하기도 했지만 후지와라노 쓰네토(藤原経任)의 충고로 그만두고 지랴쿠(治暦) 3년(1067년) 동궁(東宮) 다카히토 친왕(尊仁親王)의 학사로 임명되었다. 학사를 맡고 있던 중에 다카히토 친왕의 신뢰를 얻어서 지랴쿠 4년(1068년) 친왕이 고산조 천황(後三条天皇)으로 즉위하자 구란도(蔵人)로 임명되었다. 이듬해인 엔큐(延久) 원년(1069년) 사에몬노곤노스케(左衛門権佐, 게비이시노스케, 検非違使佐) ・ 우소변(右少弁)을 겸하며 삼사겸대(三事兼帯) 즉 세 개의 관직을 모두 겸한다는 영예를 얻었다. 또한 동궁 ・ 사다히토 친왕(貞仁親王, 훗날의 시라카와 천황)의 동궁학사를 맡기도 하였다.
고산조 천황의 치세 아래서 천황이 추진하던 새로운 정치(엔큐 선정延久善政)에서 마사후사는 그 새로운 정치의 브레인 역할을 맡아 천황의 측근 신료로써 중요한 역할을 맡았다. 엔큐 4년(1073년) 음력 12월 시라카와 천황이 즉위한 뒤에도 계속해서 구란도를 맡는 동시에 요시히토 친왕(善仁親王, 훗날의 호리카와 천황)의 동궁학사가 되어 3대에 걸쳐 동궁학사를 맡게 된다. 변관으로써도 오토쿠(応徳) 원년(1084년) 좌대변(左大弁)에 임명되었고 오토쿠 3년(1086년)에는 종3위로 서임되어 구교(公卿) 반열에 올랐다. 이 사이 조랴쿠(承暦) 2년(1078년) 자신의 저택에 고케 문고(江家文庫)를 설치하였다.
호리카와 천황이 즉위하고 간지(寛治) 2년(1088년) 정3위 산기(参議), 간지 8년(1094년) 종2위 곤노주나곤(権中納言)이 되는 등 순조롭게 승진하였다. 이 사이 간지 4년(1090년) 호리카와 천황 앞에서 중국의 역사책인 《한서》(漢書)를 강의하기도 하였다. 에이쇼(永長) 2년(1097년) 다자이노곤노소치(大宰権帥)로 임명되어 이듬해인 조토쿠(承徳) 2년(1098년) 다자이후로 내려가서 고와(康和) 4년(1102년)에는 다자이후 낙향에서의 노고를 치하한다는 의미로써 정2위가 되었으나 얼마 되지 않아 다자이노곤노소치를 사임하였다. 조지(長治) 3년(1106년) 곤노주나곤을 사임하고 다시 한 번 다자이노곤노소치로 임명되었다. 도바 천황(鳥羽天皇) 덴에이(天永) 2년(1111년) 대장경(大蔵卿)으로 옮겨졌으나 그 해에 서거하였다. 향년 71세였다.

## 인물
- 오에 씨를 다시 일으키기를 바랬던 마사후사에게 있어서 오에노 고레토키 이래 끊어져 있던[3] 구교의 자리에 자신이 취임한 것은 크나큰 경사였다. 고레무네노 다카코토(惟宗孝言)가 당시 대학자로써 알려져 있던 마사후사의 증조부 오에노 마사히라(大江匡衡)에 대해 물었을 때 마사후사는 "내가 의식하고 있던 것은 고레토키 뿐"이라고 대답해서, 은근히 마사히라는 평가할 가치도 없음을 비쳤다고 한다.[4] 이는 정4위하에서 마쳤던 증조부 마사히라는 구게를 목표로 하던 마사후사에게는 특별히 돌아다볼 인물이 아니었다는 것을 보여준다.
- 《속습유화가집》(続拾遺和歌集) 권7 가(賀)438에는 마사후사가 태어났을 때 아직 살아있었던 증조할머니 아카조메 에몬(赤染衛門, 마사히라의 부인)이 증손자의 탄생에 기뻐하며 읊었던 와카가 남아 있다.
- 오에 씨의 시조인 오에노 오토히토(大江音人)를 간무 천황의 손자인 아호 친왕(阿保親王)의 아들이라고 하는 전승을 지어낸 것은 마사후사 본인이었다는 일본의 국문학자 이마이 겐에(今井源衛)의 주장이 있다.[5]
- 생전에 학문적 재능을 의지해 많은 원문(願文)을 대작해 주었는데 이들을 정리한 《강도독납언원문집》(江都督納言願文集)이 남아 있다.
- 와카(和歌)에도 뛰어나서 《후습유화가집》(後拾遺和歌集)에 2수가 실린 이래로 칙찬(勅撰) 와카 모음집에는 114수의 작품이 수록되어 있다.[6] 마사후사 자신의 와카 모음집으로 《강수집》(江帥集), 저서로 《낙양전락기》(洛陽田楽記), 《본조신선전》(本朝神仙伝)이 있다. 또한 《강담초》(江談抄)는 그의 담화를 후지와라노 사네카네(藤原実兼, 신제이의 아버지)가 필기하였다고 되어 있다.

## 계보
- 아버지 : 오에노 나리히라(大江成衡)
- 어머니 : 다치바나노 다카치카(橘孝親)의 딸
- 아내 : 후지와라노 시게쓰네(藤原重経)의 딸
  - 아들 : 오에노 다카카네(大江隆兼, ?-?)
- 생모 불명
  - 아들 : 오에노 고레즈미(大江維順, ?-?)
- 양자녀
- 양자 : 오에노 히로후사(大江広房, ?-1111） - 생부는 다치바나노 고레쓰나(橘以綱).
- 양자 : 오에노 아리모토(大江有元) - 생부는 미나모토노 아리무네(源有宗).